# Anke Beilstein

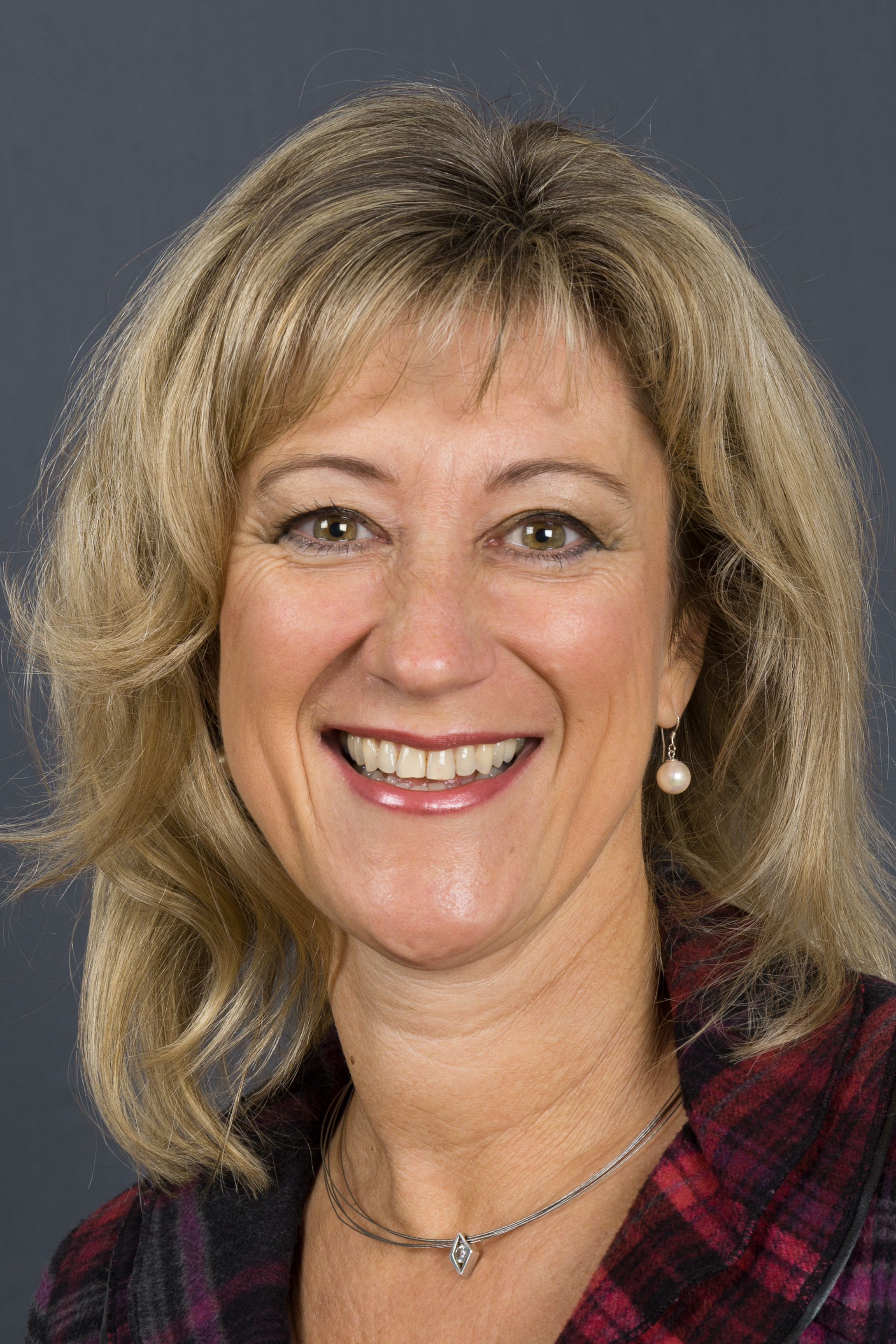
Anke Beilstein (2016)

Anke Beilstein (* 6. Juni 1966 in Cochem/Mosel) ist eine deutsche Politikerin (CDU). Von 2006 bis 2023 war sie Mitglied des rheinland-pfälzischen Landtags. Seit dem 1. November 2023 ist sie Landrätin des Landkreises Cochem-Zell.

## Leben und Beruf
Beilstein besuchte von 1972 bis 1976 die Grundschule und von 1976 bis 1985 die Gymnasien in Cochem und Wittlich. 1985 legte sie ihr Abitur ab und begann ihr Studium und ihre Ausbildung zur Diplom-Verwaltungswirtin (FH) bei der Bezirksregierung Koblenz. Nach bestandener Prüfung 1988 arbeitete sie bei der Kreisverwaltung Cochem-Zell, zuletzt als stellvertretende Abteilungsleiterin für Soziale Hilfen. In den 1990er Jahren managte sie dort insbesondere den Prozess der lokalen Agenda 21 im Landkreis Cochem-Zell. 

### Privates
Anke Beilstein lebt mit ihrem Mann und ihren drei Kindern in Ernst an der Mosel.

1984 war sie Weinkönigin von Ernst sowie Gebietsweinprinzessin des Weinanbaugebietes Mosel-Saar-Ruwer.

In ihrer Freizeit ist sie Sängerin und Flötistin in der Singgruppe Animo.

## Politische Karriere
1986 trat sie der Jungen Union und der CDU bei. Sie begründete den Gemeindeverband der Jungen Union Cochem-Land und engagierte sich als stellvertretende JU-Kreisvorsitzende. Seit 1989 ist sie Mitglied im Gemeinderat von Ernst (Mosel) sowie im Verbandsgemeinderat Cochem. Von 1994 bis 2004 war sie Fraktionsvorsitzende der CDU im Verbandsgemeinderat Cochem-Land. 
Von 2004 bis 2014 bekleidete sie das Amt der Ortsbürgermeisterin von Ernst. Von 2004 bis 2009 war Beilstein I. Beigeordnete in der Verbandsgemeinde Cochem-Land. 2006 übernahm sie das Amt der Kreisvorsitzenden des CDU-Kreisverbandes von Cochem-Zell. Seit 2009 gehört sie dem Kreistag Cochem-Zell an. 
Ihre politische Tätigkeit auf Landesebene begann 1998 als Mitglied im Landesvorstand der Kommunalpolitischen Vereinigung der CDU. Seit 2009 ist sie Landesvorsitzende der Kommunalpolitischen Vereinigung der CDU. Darüber hinaus ist sie seit 2004 Mitglied im Landesvorstand des Gemeinde- und Städtebundes Rheinland-Pfalz und seit 2009 Mitglied im erweiterten Vorstand des Landkreistages.
Bei der Landtagswahl 2006 trat sie in Nachfolge von Herbert Jullien als Kandidatin für den Wahlkreis Cochem-Zell an. Trotz ihres erstmaligen Antritts bei einer Landtagswahl gewann sie mit absoluter Mehrheit (55 %) das Direktmandat gegen die SPD-Kandidatin Heike Raab (37,4 %). Auch 2011 konnte sie sich mit 52,3 % der Stimmen im Wahlkreis Cochem-Zell gegen vier weitere Kandidaten durchsetzen.
Von 2006 bis 2011 gehörte Beilstein dem Ausschuss für Landwirtschaft und Weinbau des Landtages Rheinland-Pfalz an, von 2006 bis 2010 auch dem Ausschuss für Gleichstellung und Frauenförderung, von 2006 bis 2009 dem Bildungsausschuss und seit 2009 dem Innenausschuss. Seit 2011 ist sie zudem kommunalpolitische Sprecherin ihrer Fraktion und darüber hinaus CDU-Obfrau in der Enquete-Kommission des Landtages Rheinland-Pfalz 16/1 Kommunale Finanzen.
Bei der Landtagswahl in Rheinland-Pfalz 2021 wurde sie als Direktkandidatin für den Wahlkreis Cochem-Zell in den Landtag gewählt. Bei der Landratswahl am 18. Juni 2023 kandidierte sie für das Amt der Landrätin im Landkreis Cochem-Zell und wurde mit 62,7 % gegenüber ihrer Gegenkandidatin Sonja Bräuer (SPD, unterstützt auch von Grüne und FWG), die 37,3 % der Stimmen erhielt, zur neuen Landrätin gewählt. Sie trat ihr Amt am 1. November 2023 an. Gleichzeitig legte sie ihr Landtagsmandat nieder, für sie rückte Jens Münster in den Landtag nach.
Neben ihrem politischen Engagement widmet sich Beilstein ehrenamtlichen Tätigkeiten. Beilstein war unter anderem stellvertretende Schulelternsprecherin des Martin-von-Cochem-Gymnasiums. Sie ist Gründungsmitglied und Präsidentin des BREVA. (Seit 2007 führt auch der 3,9 km lange BREVA-Weg [auch Herrenbergsteig] moselaufwärts zum Ortsteil Valwigerberg und zur Nachbargemeinde Bruttig-Fankel. Hierbei handelt es sich um ein Gemeinschaftsprojekt der Weinorte Bruttig-Fankel, Ernst und Valwig, aus deren Namensbestandteilen sich der Name des Weges ableitet. 17 Winzer gehören der BREVA-Interessengemeinschaft an und produzieren gemeinsam aus Rieslingtrauben der Steillage den BREVA-Wein). Außerdem ist Anke Beilstein Mitglied im Kuratorium der Caritas-Stiftung Eifel-Mosel-Hunsrück.